# Joachim Nehring
Joachim Nehring, född 12 augusti 1903 i Danzig, död 20 februari 1991 i Grüntal-Frutenhof, Freudenstadt, var en tysk journalist, ämbetsman och SS-officer. Under andra världskriget var han Kreishauptmann i distriktet Galizien i Generalguvernementet, det polska territorium som lades under tysk ockupation 1939.

## Biografi
I unga år tillhörde Nehring Deutschnationale Volkspartei och blev 1921 frikårsmedlem. Han studerade nationalekonomi och historia vid universiteten i Dresden och Danzig, men avbröt sina studier efter tre terminer. Från 1924 till 1927 var Nehring verksam som korrespondent för Deutsche Zeitung, Deutsche Tageszeitung och Kreuzzeitung. År 1928 blev han redaktör för Deutsche Zeitung in Berlin. I början av 1932 blev han medlem i Nationalsocialistiska tyska arbetarepartiet (NSDAP) och året därpå i Schutzstaffel (SS). Han blev detta år vice ordförande för den nationalistiska organisationen Deutscher Ostmarkenverein.

### Andra världskriget
Den 1 september 1939 anföll Tyskland sin östra granne Polen och andra världskriget utbröt. I slutet av oktober inrättades Generalguvernementet, det polska territorium som ockuperades av Tyskland. Detta indelades i fyra distrikt: Krakau, Lublin, Radom och Warschau.
Generalguvernementet och distriktet Krakau
Vid krigsutbrottet var Nehring soldat i Wehrmacht, men i januari 1940 blev han rådgivare vid Generalguvernementets pressavdelning. I maj 1941 var han verksam hos Egon Höller som var Kreishauptmann, det vill säga den högste ämbetsmannen i en Landkreis, i Krakau-Land, som var ett av Krakau-distriktets förvaltningsområden.
Distriktet Galizien
Efter Tysklands anfall mot den forna bundsförvanten Sovjetunionen, Operation Barbarossa, inrättades i Generalguvernementet i augusti 1941 ett femte distrikt — Galizien. Nehring utnämndes då till ställföreträdare åt Wilhelm Rebay von Ehrenwiesen, som var Kreishauptmann i Kamionka Strumiłowa. Nehring efterträdde denne som ordinarie Kreishauptmann i januari 1943 och initierade massakern på judarna i Busk. Omkring 1 200 människor mördades på den judiska begravningsplatsen, medan 300 deporterades till koncentrationslägret Janovska, beläget i utkanten av Lemberg. I april 1943 begärde Högre SS- och polischefen i Generalguvernementet, Friedrich Wilhelm Krüger, att Nehring och två andra ämbetsmän, Egon Höller och Hans Kujath, skulle kommenderas till Waffen-SS, då de, som det hette, saknade den rätta inställningen. Denna begäran avslogs dock av Gottlob Berger, chef för SS-Hauptamt.

### Efter andra världskriget
I andra världskrigets slutskede var Nehring soldat i 14. Waffen-Grenadier-Division der SS (galizische Nr. 1) och hamnade inom kort i krigsfångenskap. Från augusti 1945 till september 1946 satt Nehring i interneringsläger, ur vilket han flydde. Han undkom därmed utlämning till Polen, vilket föranstaltades i Moskvadeklarationen 1943.
År 1949 började Nehring att utge den nynazistiska tidskriften Der Scheinwerfer ("Strålkastaren"), men den förbjöds året därpå av de amerikanska ockupationsmyndigheterna i Tyskland. En denazifieringsdomstol i München dömde Nehring i oktober 1950 till fyra års arbetsläger och livslångt publiceringsförbud.
Under andra hälften av 1950-talet var Nehring verkställande direktör för Bund Deutsche Einheit och utgav olika skrifter och informationsblad. Han var därtill innehavare av Arminius Verlag och metarbetare på Deutsche National-Zeitung, sedan 1999 med namnet National Zeitung. Nehring översatte även franska kriminalromaner av Pierre Boileau, François Dormont, Frédéric Dard, Philippe Jullian och Jean Bruce. År 1966 utkom Georges Simenons Le Pendu de Saint-Pholien i tysk översättning av Nehring.
Från den 19 mars till den 26 maj 1965 satt Nehring i undersökningshäkte; den 24 mars förhördes han om sin verksamhet i Galizien. En rättslig utredning mot Nehring inleddes 1978 av statsåklagarämbetet i Stade och avslutades tre år senare med ett frikännande. På 1980-talet var Nehring för en kort period vice ordförande för Die Deutsche Freiheitsbewegung, som hade grundats av Otto Ernst Remer och var ett forum för såväl gamla nazister som nya.

## Skrifter
- Polnische Netze über Danzig. Berlin-Schöneberg 1932.
- Danzig. Langensalza: Beyer 1932.
- Neo-Nazismus? Der "Scheinwerfer"-Prozess vor der Hauptspruchkammer München. E. Hippe: München 1951.
- Schwarzbuch Bonn: Grundlagen einer nationalen Politik. Freudenstadt-Frutenhof: J. Nehring 1983.

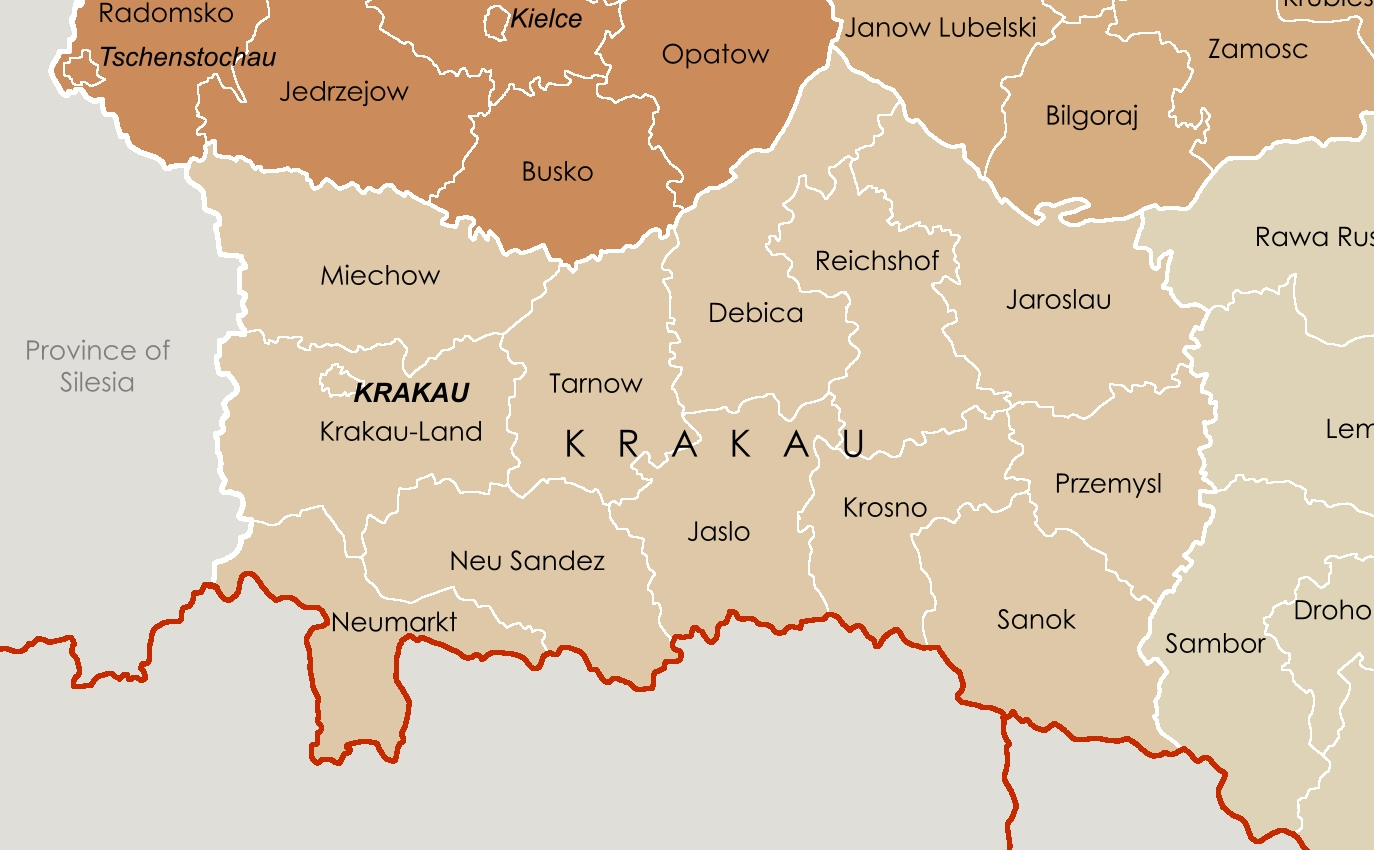
Administrativ karta över distriktet Krakau år 1941
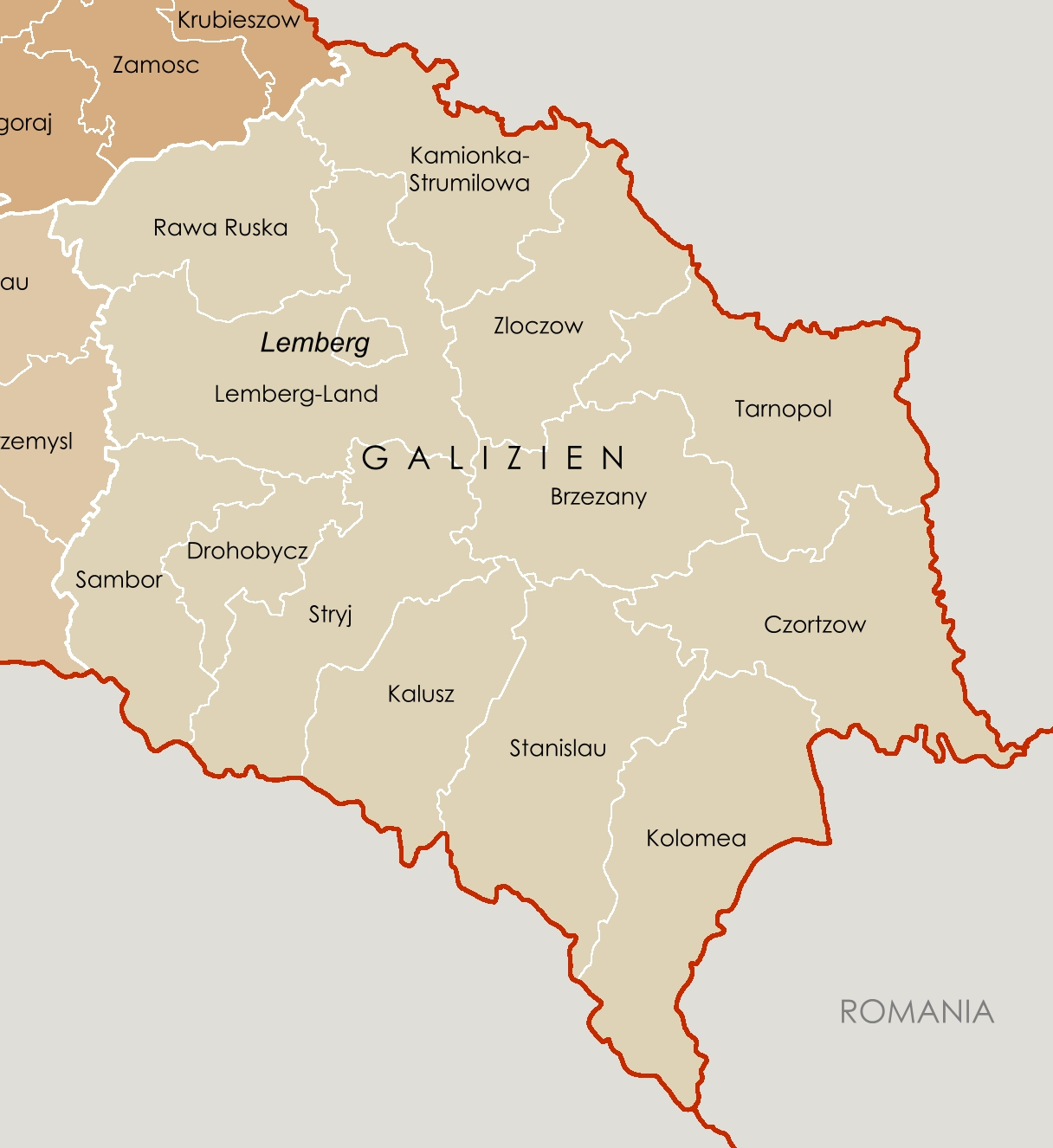
Administrativ karta över distriktet Galizien år 1941